# Acopa
Acopa é um gênero de traça pertencente à família Arctiidae.

## Espécies
- Acopa carina Harvey, 1875
- Acopa perpallida Grote, 1878